# Bajhao Jindžen
Bajhao Jindžen (poenostavljeno kitajsko 白毫银针; tradicionalno kitajsko 白毫銀針; pinjin: bái háo yín zhēn) je vrsta belega čaja, ki jo največ proizvajajo v kitajski provinci Fudžjan. Čaj je pogosto znan tudi samo pod imenom Jindžen (pinjin: Yinzhen), njegovo poetično ime pa je srebrne iglice. Bajhao Jindžen velja za enega najboljših belih čajev, zaradi česar je tudi najdražji. Za njegovo izdelavo uporabijo samo najboljše nepoškodovane in ročno obrane brste kultivarja čajevca Da Baj (veliki beli čajevec). Le v provinci Junan za izdelavo tega čaja uporabijo tudi brste kultivarjev z večjimi brsti.

## Pridelava in uporaba
Najboljši Jindžen čaj se izdeluje iz brstičev, ki jih ročno oberejo med 15. marcem in 10. aprilom, ko je v Fudžjanu sušno obdobje. Vsi brsti morajo biti nepoškodovani in neodprti ter poraščeni z drobnim srebrno belim puhom. Za čaje nižjega kakovostnega razreda so kriteriji nekoliko milejši. Največ tega čaja pridelajo v okrajih Dženghe (pinjin: Zhenghe) in Fuding.
Po tradiciji naj bi se ta čaj pripravljal z vodo, ki ne sme imeti več kot 75 °C. Idealno pripravljen čaj naj bi se namakal do 5 minut, po končanem postopku priprave pa se morajo na gladini pojaviti drobcene srebrne iglice, ki odsevajo svetlobo. Barva tako pripravljenega čaja mora biti bledo rumena, čaj pa mora biti ralo viskozen. Za pripravo čaja se mora uporabiti nekoliko več čajnih lističev kot za pripravo drugih vrst belega čaja. Okus tega čaja je unikaten, edini nekoliko podoben okus pa ima lahko le čaj Baj Mudan. Okus čaja je mil in prefinjen tako, da pri nepoučenih pivcih lahko povzroči razočaranje glede na visoko ceno. 